# メタ検索エンジン
メタ検索エンジン（メタけんさくエンジン）は、入力されたキーワードを複数の検索エンジンに送信し、得られた結果を表示するタイプの検索エンジン。メタサーチエンジン、横断検索エンジンとも呼ぶ。
検索する際に、検索対象サイトを選択する「非統合型」と、検索結果を1つのページに統合して表示する「統合型」とがある。統合型では結果表示に広告が出ないため、GoogleやLycosのように、メタ検索エンジンでの利用を禁止しているところもある。

## 非統合型メタ検索エンジンの特徴
ウェブ検索以外に、ニュース、翻訳、乗り換え、天気、掲示板などあらゆる検索エンジンから検索ができるものも存在する。検索ボックスにキーワードを入力して検索対象サイトを選ぶと、そのサイトの検索結果が表示されるものが多い。

## 統合型メタ検索エンジンの特徴
検索結果を1つにまとめるため、「非統合型メタ検索エンジン」のように、毎回検索対象サイトを選ぶ必要がない。一般的には数多くの検索エンジンで上位表示されるページから順に表示される。また、大手検索エンジンを利用した横断型の検索エンジンも増えてきている。
なお、OTAサービスをまとめた、宿泊・旅行系OTAサイトを横断して検索できるサービスも、メタサーチと呼ばれるようになってきている。

## メタ検索エンジンの例
メタ検索エンジン自体は個人でも作れるので、色々なサイトが存在するが、当然その充実度・機能はサイトによって大きく異なる。
- 検索デスク 1996年から提供開始
- 最速一括検索 1997年から提供開始
- SearXNG 2014年にリリース
- Ceek.jp 現在は使用不可能となっている